# 臺南市左鎮區左鎮國民小學
臺南市左鎮區左鎮國民小學，簡稱左鎮國小，是一所位於臺灣臺南市左鎮區的市立國民小學。

## 沿革

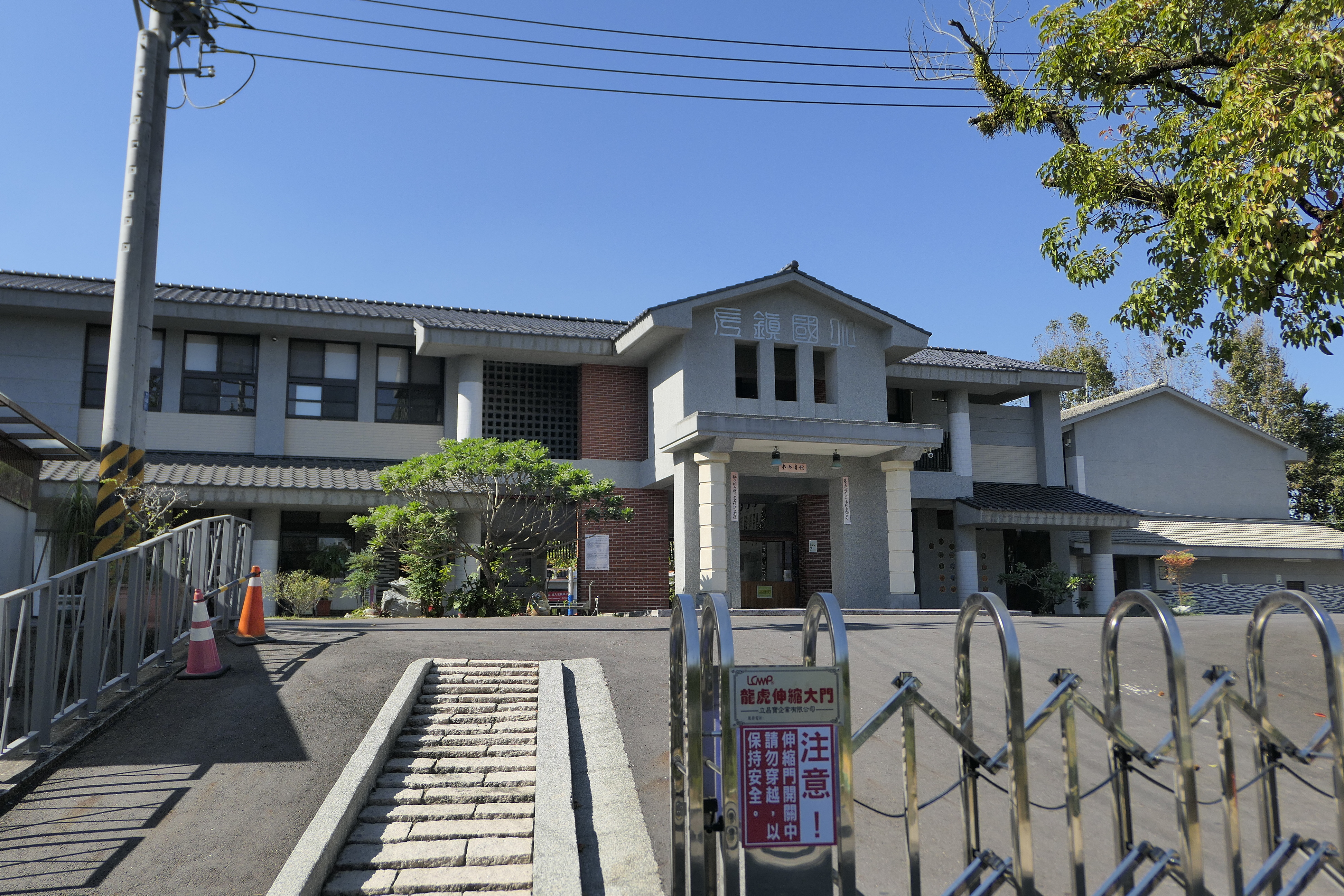
左鎮國小校舍

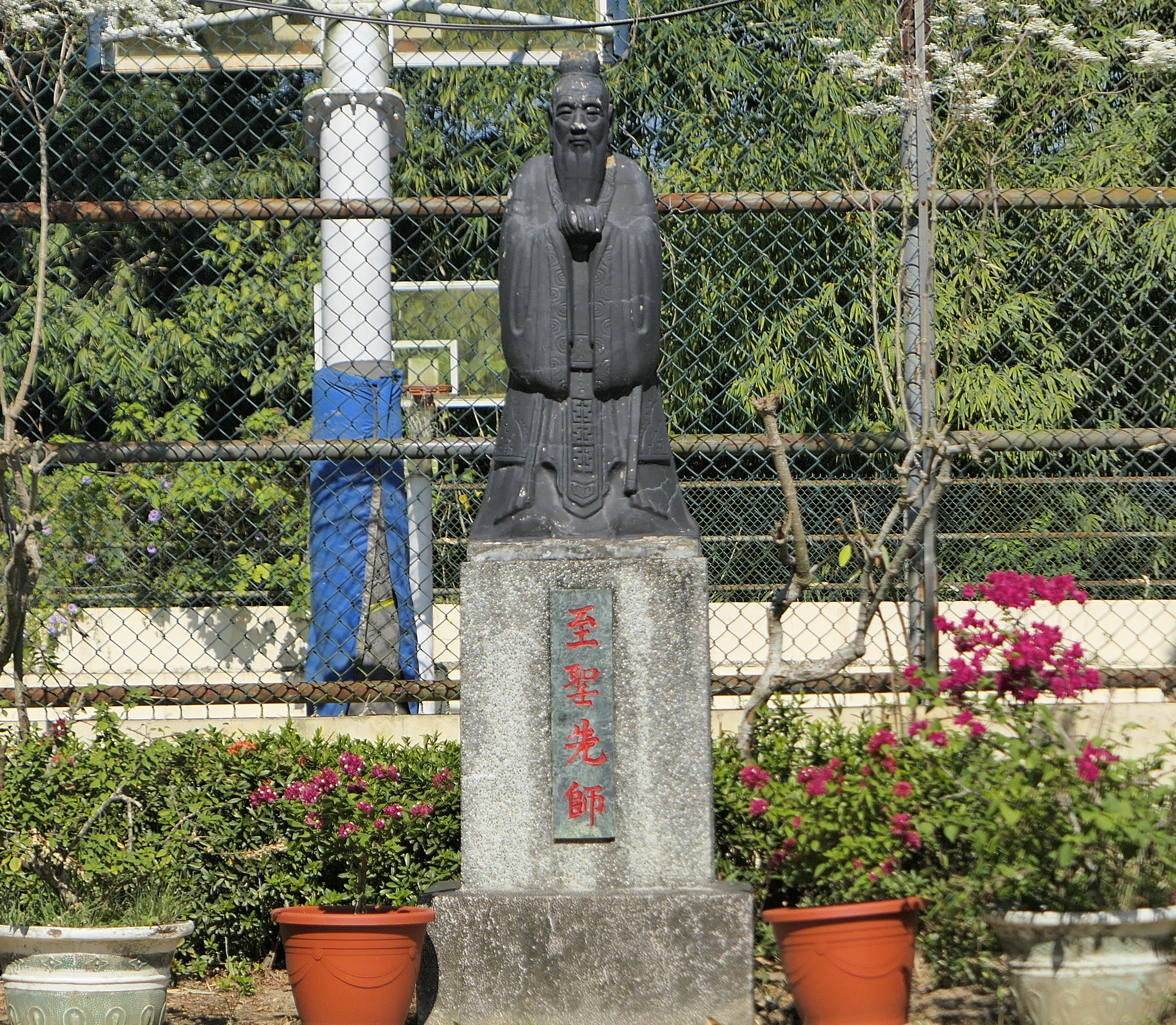
左鎮國小孔子像

左鎮區在日治時期直到1918年3月才在外新化南里崗仔林庄設立「大目降公學校崗仔林分教場」（今左鎮月世界生態學園，原岡林國小，2006年7月1日廢校），為當時左鎮地區唯一的官辦小學，後來因為菜寮居民覺得學生前往崗仔林路途遙遠，遂爭取設立分離教室，並計畫設在菜寮仕紳郭先助的房子前，1920年4月1日正式成立「大目降公學校崗仔林分教場菜藔分離教室」（四年制），最初入學學生有60多人，大多是十幾歲的少年。校名在這之後因為崗仔林分教場在1921年4月獨立成「崗仔林公學校」與校址在1922年因仕紳羅來受提議下從菜寮搬到拔馬之故，改稱「崗仔林公學校左鎮分教場」，不久又在1924年獨立為「左鎮公學校」，同時崗仔林公學校因學生數不足反而變成「左鎮公學校崗仔林分教場」。1941年4月1日，因臺灣總督府之政策，改稱「左鎮國民學校」。
二戰後的1946年5月改稱「臺南縣左鎮第一國民學校」，次年3月又改回「臺南縣左鎮國民學校」。而在1947年時，該校有14個班級，學童842人，並增設澄山分校。1963年增設光榮分校，1964年1月18日因白河大地震導致校舍重創，時任校長溫禎祥爭取到經費後於同年重建校舍。
1968年改制為臺南縣左鎮鄉左鎮國民小學，而後在1970年代校園進行大幅改建，包括拆除日治時期的教室與整建球場、操場等。1980年代因為左鎮地區學子外流，部分學校降為分校，如澄山國小與岡林國小就先後成為左鎮國小的分校，而後澄山分校在1996年改隸光榮國小（後在2006年併入光榮國小），岡林國小則在數次變動後於2006年併入左鎮國小。2010年10月25日隨臺南縣市合併而更名為臺南市左鎮區左鎮國民小學。
左鎮國小全校曾經有千名學生，但學生人數逐年遞減，10年代學生減少超過三成，2019年僅有80位學生，其中六年級16人，五年級12人，三、四年級各10人，二年級7人，一年級5人。
2016年2月6日的地震造成左鎮國小教學樓損壞，2020年新校舍完工。

## 歷任校長
以下資料來自《左鎮鄉志》與左鎮國小：
| 姓名       | 任期                  | 備註             |
| ---------- | --------------------- | ---------------- |
| 高岡武明   | 1920年4月－1920年9月  | 菜藔分離教室時期 |
| 中村龜吉   | 1920年10月－1921年4月 | 菜藔分離教室時期 |
| 李德彰     | 1921年5月－1923年8月  | 左鎮分教場時期   |
| 砂川惠令   | 1924年4月－1928年3月  | 左鎮公學校時期   |
| 瀨戶口盛重 | 1928年4月－1933年3月  | 左鎮公學校時期   |
| 川口千之   | 1933年4月－1940年3月  | 左鎮公學校時期   |
| 高石秀夫   | 1940年4月－1945年7月  | 左鎮國民學校時期 |
| 李炳楠     | 1945年8月－1946年5月  |                  |
| 鄭順才     | 1946年6月－1947年7月  |                  |
| 盧竹林     | 1947年8月－1948年7月  |                  |
| 胡清浪     | 1948年8月－1956年7月  |                  |
| 楊景祥     | 1946年9月－1947年2月  |                  |
| 翁深淵     | 1947年3月－1949年7月  |                  |
| 溫禎祥     | 1949年9月－1965年7月  |                  |
| 顏能安     | 1965年8月－1974年7月  |                  |
| 孫茂泉     | 1974年8月－1980年7月  |                  |
| 黃士洋     | 1980年8月－1985年1月  |                  |
| 陳淵源     | 1985年2月－1989年1月  |                  |
| 買明學     | 1989年2月－1989年7月  | 代理校長         |
| 陳慶山     | 1989年8月－1996年1月  |                  |
| 陳建宏     | 1996年2月－1996年7月  | 代理校長         |
| 李順得     | 1996年8月－2004年1月  |                  |
| 杜水盛     | 2004年2月－2004年7月  | 代理校長         |
| 賴三榮     | 2004年8月－2007年7月  |                  |
| 劉英國     | 2007年8月－2011年7月  |                  |
| 李智賢     | 2011年8月－2019年7月  |                  |
| 楊靜芳     | 2019年8月－           |                  |

## 分校
以下介紹該校曾設有的分校：
| 校名                      | 成立時間     | 獨立（裁撤）時間                          | 備註                                                         |
| ------------------------- | ------------ | ----------------------------------------- | ------------------------------------------------------------ |
| 岡林分校 （崗仔林分教場） | 1924年4月1日 | 1945年10月20日                            | 由「崗仔林公學校」改制，後獨立為「崗仔林國民學校」           |
| 岡林分校 （崗仔林分教場） | 1996年8月1日 | 1997年8月1日                              | 由「岡林國民小學」改制，後復校                               |
| 岡林分校 （崗仔林分教場） | 2001年8月1日 | 2006年8月1日                              | 由「岡林國民小學」改制，後併入左鎮國小                       |
| 澄山分校                  | 1947年9月1日 | 1954年8月1日                              | 升格為「澄山國民學校」                                       |
| 澄山分校                  | 1987年8月1日 | 1996年8月1日（改隸） 2006年8月1日（廢校） | 由「澄山國民小學」改制，改隸光榮國小之後於2006年併入光榮國小 |
| 光榮分校                  | 1963年8月1日 | 1969年8月1日                              | 升格為「光榮國民小學」                                       |

## 國樂隊
左鎮國小國樂隊於1994年2月成立，曾榮獲83－86學年度臺南縣音樂比賽絲竹室內樂合奏第一名與臺灣省音樂比賽甲等等獎項。而由於該校學生少，故採取讓學生只要升上三年級便成為國樂隊成員的方式以免隊員不足，同時樂器由校方提供以減輕學生負擔。

## 知名校友
- 陳春木：左鎮地區重要的化石採集者與文史工作者，有「化石爺爺」之稱；2000年成為該校傑出校友。

## 外部連結
- 臺南市左鎮區左鎮國民小學